# Top Volley Cisterna
Top Volley Cisterna – włoski męski klub siatkarski z siedzibą w Latinie, założony w 1998 roku. W sezonie 2012/2013 klub uczestniczył w rozgrywkach Serie A1.

## Historia
Klub został założony w 1972 roku jako Pallavolo Cori w mieście Cori i przez dziesięć sezonów rywalizował w 1. dywizji regionalnej. Od 1981 roku stopniowo awansował do wyższych klas rozgrywkowych. W 1998 roku, wraz z awansem do Serie A2, drużyna została przeniesiona z Cori do Latiny. Od 2019 roku klub funkcjonuje w mieście Cisterna di Latina.

### Chronologia nazw
- 1998: ICOM Latina
- 2004: Acqua&Sapone Icom Latina
- 2005: Benacquista Assicurazioni Latina
- 2006: Maggiora Latina
- 2007: Andreoli Latina
- 2014: Top Volley Latina
- 2015: Ninfa Latina
- 2016: Top Volley Latina
- 2017: Taiwan Excellence Latina
- 2019: Top Volley Cisterna
- 2023: Cisterna Volley

## Bilans sezon po sezonie[1]
| Sezon     | Rozgrywki ligowe | Rozgrywki ligowe | Puchar Włoch |
| Sezon     | Poziom           | Miejsce          | Puchar Włoch |
| --------- | ---------------- | ---------------- | ------------ |
| 1990/1991 | Serie B2         | 4. miejsce       |              |
| 1991/1992 | Serie B2         | 3. miejsce       |              |
| 1992/1993 | Serie B2         | 3. miejsce       |              |
| 1993/1994 | Serie B2         | 1. miejsce       | 1. runda     |
| 1994/1995 | Serie B1         | 3. miejsce       |              |
| 1995/1996 | Serie B1         | 1. miejsce       |              |
| 1996/1997 | Serie A2         | 16. miejsce      | 1. runda     |
| 1997/1998 | Serie B1         | 1. miejsce       |              |
| 1998/1999 | Serie A2         | 7. miejsce       |              |
| 1999/2000 | Serie A2         | 11. miejsce      |              |
| 2000/2001 | Serie A2         | 2. miejsce       |              |
| 2001/2002 | Serie A1         | 11. miejsce      |              |
| 2002/2003 | Serie A1         | 6. miejsce       | półfinał     |
| 2003/2004 | Serie A1         | 6. miejsce       | półfinał     |
| 2004/2005 | Serie A1         | 12. miejsce      |              |
| 2005/2006 | Serie A1         | 12. miejsce      |              |
| 2006/2007 | Serie A1         | 11. miejsce      | półfinał     |

| 2007/2008 | Serie A1 | 14. miejsce |              |
| 2008/2009 | Serie A2 | 2. miejsce  |              |
| 2009/2010 | Serie A1 | 12. miejsce |              |
| 2010/2011 | Serie A1 | 12. miejsce |              |
| 2011/2012 | Serie A1 | 9. miejsce  |              |
| 2012/2013 | Serie A1 | 7. miejsce  | ćwierćfinał  |
| 2013/2014 | Serie A1 | 12. miejsce |              |
| 2014/2015 | Serie A1 | 6. miejsce  | ćwierćfinał  |
| 2015/2016 | Serie A1 | 8. miejsce  | ćwierćfinał  |
| 2016/2017 | Serie A1 | 11. miejsce |              |
| 2017/2018 | Serie A1 | 8. miejsce  | 1/8 finału   |
| 2018/2019 | Serie A1 | 11. miejsce |              |
| 2019/2020 | Serie A1 | —           |              |
| 2020/2021 | Serie A1 | 10. miejsce | faza grupowa |
| 2021/2022 | Serie A1 | 6. miejsce  |              |
| 2022/2023 | Serie A1 | 10. miejsce | ćwierćfinał  |
| 2023/2024 | Serie A1 | 9. miejsce  |              |
| 2024/2025 | Serie A1 |             | ćwierćfinał  |

- Sezon 2019/2020 we Włoszech został przerwany z powodu rozprzestrzenia się koronawirusa

Poziom rozgrywek:
     pierwszy, najwyższy ogólnokrajowy
     drugi
     trzeci
     czwarty
     piąty

## Sukcesy
Puchar CEV:
- 2013

Puchar Challenge:
- 2014

## Polacy w klubie
| Lata gry  | Imię i nazwisko |
| --------- | --------------- |
| 2011-2013 | Jakub Jarosz    |

## Kadra
| Nr | Imię i nazwisko        | Data ur. | Wzrost | Pozycja      |
| -- | ---------------------- | -------- | ------ | ------------ |
| 3  | Alessandro Fanizza     | 2004     | 192    | rozgrywający |
| 4  | Alessandro Finauri     | 2004     | 185    | libero       |
| 7  | Jordi Ramón Ferragut   | 1999     | 194    | przyjmujący  |
| 8  | Domenico Pace          | 2000     | 180    | libero       |
| 9  | Yuga Tarumi            | 2000     | 187    | przyjmujący  |
| 10 | Jacopo Tosti           | 2008     | 192    | środkowy     |
| 11 | Théo Faure             | 1999     | 202    | atakujący    |
| 12 | Enrico Diamantini      | 1993     | 204    | środkowy     |
| 14 | Michael Czerwinski     | 2003     | 206    | atakujący    |
| 17 | Michele Baranowicz     | 1989     | 196    | rozgrywający |
| 18 | Daniele Mazzone        | 1992     | 209    | środkowy     |
| 19 | Willner Rivas          | 1995     | 194    | przyjmujący  |
| 20 | Efe Bayram             | 2002     | 194    | przyjmujący  |
| 29 | Aleksandar Nedeljković | 1997     | 205    | środkowy     |

| Nr | Imię i nazwisko                    | Data ur. | Wzrost | Pozycja      |
| -- | ---------------------------------- | -------- | ------ | ------------ |
| 1  | Saverio De Santis                  | 1999     | 175    | libero       |
| 4  | Alessandro Finauri                 | 2004     | 185    | przyjmujący  |
| 6  | Lorenzo Giani                      | 2002     | 190    | rozgrywający |
| 7  | Jordi Ramón Ferragut               | 1999     | 194    | przyjmujący  |
| 8  | Davide Saitta (do 20.11.2023)      | 1987     | 188    | rozgrywający |
| 10 | Alessandro Piccinelli              | 1997     | 192    | libero       |
| 11 | Théo Faure                         | 1999     | 196    | atakujący    |
| 13 | Andrea Rossi                       | 1989     | 202    | środkowy     |
| 14 | Michael Czerwinski                 | 2003     | 206    | atakujący    |
| 17 | Michele Baranowicz (od 20.11.2023) | 1989     | 196    | rozgrywający |
| 18 | Daniele Mazzone                    | 1992     | 209    | środkowy     |
| 20 | Efe Bayram                         | 2002     | 194    | przyjmujący  |
| 29 | Aleksandar Nedeljković             | 1997     | 205    | środkowy     |
| 98 | Pavle Perić                        | 1998     | 207    | przyjmujący  |

| Nr | Imię i nazwisko                 | Data ur. | Wzrost | Pozycja      |
| -- | ------------------------------- | -------- | ------ | ------------ |
| 1  | Aidan Zingel                    | 1990     | 207    | środkowy     |
| 4  | Javier Martinez (od 20.10.2022) | 1995     | 191    | przyjmujący  |
| 5  | Damiano Catania                 | 2001     | 176    | libero       |
| 6  | Denis Kaliberda                 | 1990     | 193    | przyjmujący  |
| 7  | Marko Sedlaček                  | 1996     | 202    | przyjmujący  |
| 8  | Michael Zanni                   | 1998     | 193    | rozgrywający |
| 10 | Andrea Mattei                   | 1993     | 202    | środkowy     |
| 11 | Petar Đirlić                    | 1997     | 205    | atakujący    |
| 13 | Andrea Rossi                    | 1989     | 202    | środkowy     |
| 15 | Matteo Staforini                | 2003     | 192    | libero       |
| 17 | Michele Baranowicz              | 1989     | 196    | rozgrywający |
| 20 | Efe Bayram                      | 2002     | 194    | przyjmujący  |
| 22 | José Gutiérrez                  | 2001     | 194    | przyjmujący  |

| Nr | Imię i nazwisko                               | Data ur. | Wzrost | Pozycja      |
| -- | --------------------------------------------- | -------- | ------ | ------------ |
| 1  | Aidan Zingel                                  | 1990     | 207    | środkowy     |
| 3  | Domenico Cavaccini                            | 1987     | 178    | libero       |
| 4  | Bardija Saadat (od 11.11.2021)                | 2002     | 205    | atakujący    |
| 5  | Twan Wiltenburg (od 18.11.2021)               | 1997     | 205    | środkowy     |
| 6  | Lorenzo Giani                                 | 2002     | 190    | rozgrywający |
| 7  | Stephen Maar                                  | 1994     | 201    | przyjmujący  |
| 9  | Tommaso Rinaldi                               | 2001     | 200    | przyjmujący  |
| 10 | Filippo Lanza (od 04.11.2021) (do 03.12.2021) | 1991     | 198    | przyjmujący  |
| 11 | Petar Đirlić (od 13.10.2021)                  | 1997     | 205    | atakujący    |
| 12 | Matteo Picchio                                | 2000     | 182    | libero       |
| 15 | Elia Bossi                                    | 1994     | 202    | środkowy     |
| 17 | Michele Baranowicz                            | 1989     | 196    | rozgrywający |
| 21 | Tobias Krick                                  | 1998     | 211    | środkowy     |
| 31 | Arthur Szwarc                                 | 1995     | 207    | atakujący    |
| 77 | Giacomo Raffaelli                             | 1995     | 194    | przyjmujący  |

| Nr | Imię i nazwisko    | Data ur. | Wzrost | Pozycja      |
| -- | ------------------ | -------- | ------ | ------------ |
| 1  | Oreste Cavuto      | 1996     | 198    | przyjmujący  |
| 3  | Domenico Cavaccini | 1987     | 178    | libero       |
| 5  | Daniele Sottile    | 1979     | 186    | rozgrywający |
| 7  | Kévin Tillie       | 1990     | 200    | przyjmujący  |
| 8  | Georgi Seganow     | 1993     | 198    | rozgrywający |
| 9  | Luca Rossato       | 2001     | 197    | przyjmujący  |
| 10 | Giulio Sabbi       | 1989     | 201    | atakujący    |
| 13 | Andrea Rossi       | 1989     | 202    | środkowy     |
| 14 | Samuel Onwuelo     | 1997     | 198    | atakujący    |
| 15 | Andrea Rondoni     | 1999     | 190    | libero       |
| 18 | Luigi Randazzo     | 1994     | 198    | przyjmujący  |
| 21 | Tobias Krick       | 1998     | 211    | środkowy     |
| 31 | Arthur Szwarc      | 1995     | 207    | środkowy     |

| Nr | Imię i nazwisko      | Data ur. | Wzrost | Pozycja      |
| -- | -------------------- | -------- | ------ | ------------ |
| 1  | Milan Peslac         | 1998     | 196    | rozgrywający |
| 2  | Arthur Szwarc        | 1995     | 207    | środkowy     |
| 3  | Domenico Cavaccini   | 1987     | 178    | libero       |
| 4  | Maarten Van Garderen | 1990     | 200    | przyjmujący  |
| 5  | Daniele Sottile      | 1979     | 186    | rozgrywający |
| 7  | Luca Rossato         | 2001     | 197    | przyjmujący  |
| 9  | Jean Patry           | 1996     | 207    | atakujący    |
| 10 | Moritz Karlitzek     | 1996     | 191    | przyjmujący  |
| 12 | Alberto Elia         | 1985     | 205    | środkowy     |
| 13 | Andrea Rossi         | 1989     | 202    | środkowy     |
| 14 | Samuel Onwuelo       | 1997     | 198    | atakujący    |
| 15 | Andrea Rondoni       | 1999     | 190    | libero       |
| 18 | Ezequiel Palacios    | 1992     | 200    | przyjmujący  |

| Nr | Imię i nazwisko   | Data ur. | Wzrost | Pozycja      |
| -- | ----------------- | -------- | ------ | ------------ |
| 1  | Louis Caccioppola | 1998     | 180    | libero       |
| 2  | Filip Gavenda     | 1996     | 202    | atakujący    |
| 3  | Simone Parodi     | 1986     | 195    | przyjmujący  |
| 4  | Carmelo Gitto     | 1987     | 200    | środkowy     |
| 5  | Daniele Sottile   | 1979     | 186    | rozgrywający |
| 8  | Swan N’Gapeth     | 1992     | 185    | przyjmujący  |
| 9  | Rocco Barone      | 1987     | 200    | środkowy     |
| 10 | Federico Tosi     | 1991     | 185    | libero       |
| 12 | Facundo Santucci  | 1987     | 186    | libero       |
| 13 | Andrea Rossi      | 1989     | 202    | środkowy     |
| 14 | Tonček Štern      | 1995     | 198    | atakujący    |
| 17 | Huang Pei-hung    | 1990     | 188    | rozgrywający |
| 18 | Ezequiel Palacios | 1992     | 200    | przyjmujący  |
| 94 | Žiga Štern        | 1994     | 193    | przyjmujący  |

| Nr | Imię i nazwisko    | Data ur. | Wzrost | Pozycja      |
| -- | ------------------ | -------- | ------ | ------------ |
| 1  | Louis Caccioppola  | 1998     | 180    | libero       |
| 2  | Erik Shoji         | 1989     | 184    | libero       |
| 4  | Carmelo Gitto      | 1987     | 200    | środkowy     |
| 5  | Daniele Sottile    | 1979     | 186    | rozgrywający |
| 7  | Nicolas Le Goff    | 1992     | 205    | środkowy     |
| 8  | Carlo De Angelis   | 1996     | 190    | przyjmujący  |
| 9  | Jordan Corteggiani | 1991     | 198    | atakujący    |
| 11 | Cristian Savani    | 1982     | 195    | przyjmujący  |
| 13 | Andrea Rossi       | 1989     | 202    | środkowy     |
| 14 | Yūki Ishikawa      | 1995     | 191    | przyjmujący  |
| 15 | Gabriele Maruotti  | 1988     | 196    | przyjmujący  |
| 16 | Jakub Kovač        | 1997     | 201    | środkowy     |
| 17 | Huang Pei-hung     | 1990     | 188    | rozgrywający |
| 18 | Saša Starović      | 1988     | 207    | atakujący    |

| Nr | Imię i nazwisko   | Data ur. | Wzrost | Pozycja      |
| -- | ----------------- | -------- | ------ | ------------ |
| 2  | Kévin Klinkenberg | 1990     | 198    | przyjmujący  |
| 3  | Alessandro Fei    | 1978     | 204    | atakujący    |
| 4  | Carmelo Gitto     | 1987     | 200    | środkowy     |
| 5  | Daniele Sottile   | 1979     | 186    | rozgrywający |
| 8  | Matteo Pistolesi  | 1995     | 194    | rozgrywający |
| 9  | Bojan Strugar     | 1995     | 203    | atakujący    |
| 10 | Danger Quintana   | 1994     | 200    | środkowy     |
| 13 | Andrea Rossi      | 1989     | 202    | środkowy     |
| 14 | Yūki Ishikawa     | 1995     | 191    | przyjmujący  |
| 15 | Gabriele Maruotti | 1988     | 196    | przyjmujący  |
| 16 | Rozalin Penczew   | 1994     | 198    | przyjmujący  |
| 18 | Fabio Fanuli      | 1985     | 188    | libero       |

| Nr | Imię i nazwisko   | Data ur. | Wzrost | Pozycja      |
| -- | ----------------- | -------- | ------ | ------------ |
| 1  | Davis Krumins     | 1990     | 195    | rozgrywający |
| 3  | Andrea Mattei     | 1993     | 202    | środkowy     |
| 4  | Daniele Sottile   | 1979     | 186    | rozgrywający |
| 5  | Alen Šket         | 1988     | 204    | przyjmujący  |
| 6  | Nikołaj Pawłow    | 1982     | 196    | atakujący    |
| 7  | Paul Ferenciac    | 1996     | 196    | przyjmujący  |
| 8  | Roberto Romiti    | 1983     | 183    | libero       |
| 10 | Daniele Tailli    | 1993     | 192    | libero       |
| 11 | Simon Hirsch      | 1992     | 205    | atakujący    |
| 12 | Wiktor Josifow    | 1985     | 205    | środkowy     |
| 13 | Andrea Rossi      | 1989     | 202    | środkowy     |
| 15 | Gabriele Maruotti | 1988     | 196    | przyjmujący  |

| Nr | Imię i nazwisko     | Data ur. | Wzrost | Pozycja      |
| -- | ------------------- | -------- | ------ | ------------ |
| 1  | Loris Manià         | 1979     | 190    | libero       |
| 2  | Jeroen Rauwerdink   | 1985     | 199    | przyjmujący  |
| 5  | Daniele Sottile     | 1979     | 186    | rozgrywający |
| 7  | Paul Ferenciac      | 1996     | 196    | przyjmujący  |
| 8  | Todor Skrimow       | 1990     | 190    | przyjmujący  |
| 9  | Davide Pellegrino   | 1994     | 191    | rozgrywający |
| 10 | Daniele Tailli      | 1993     | 192    | libero       |
| 11 | Simon Van De Voorde | 1989     | 208    | środkowy     |
| 13 | Andrea Rossi        | 1989     | 202    | środkowy     |
| 15 | Saša Starović       | 1988     | 207    | atakujący    |
| 16 | Andrea Semenzato    | 1981     | 208    | środkowy     |
| 17 | Tine Urnaut         | 1988     | 201    | przyjmujący  |

| Nr | Imię i nazwisko   | Data ur. | Wzrost | Pozycja      |
| -- | ----------------- | -------- | ------ | ------------ |
| 1  | Jason De Rocco    | 1989     | 198    | przyjmujący  |
| 2  | Davide Candellaro | 1989     | 200    | środkowy     |
| 3  | Salvatore Rossini | 1986     | 184    | libero       |
| 4  | Carmelo Gitto     | 1987     | 200    | środkowy     |
| 5  | Daniele Sottile   | 1979     | 186    | rozgrywający |
| 7  | Peter Michalović  | 1990     | 201    | przyjmujący  |
| 8  | Todor Skrimow     | 1990     | 192    | przyjmujący  |
| 9  | Pieter Verhees    | 1989     | 205    | środkowy     |
| 10 | Daniele Tailli    | 1993     | 192    | libero       |
| 11 | Matteo Paris      | 1983     | 188    | rozgrywający |
| 12 | Sergio Noda       | 1987     | 190    | przyjmujący  |
| 16 | Andreas Fragkos   | 1989     | 201    | atakujący    |
| 18 | Maurice Torres    | 1991     | 201    | atakujący    |

| Nr | Imię i nazwisko     | Data ur. | Wzrost | Pozycja      |
| -- | ------------------- | -------- | ------ | ------------ |
| 2  | Jeroen Rauwerdink   | 1985     | 199    | przyjmujący  |
| 3  | Salvatore Rossini   | 1986     | 184    | libero       |
| 4  | Carmelo Gitto       | 1987     | 200    | środkowy     |
| 5  | Daniele Sottile     | 1979     | 186    | rozgrywający |
| 7  | Jakub Jarosz        | 1987     | 197    | atakujący    |
| 8  | Stefano Patriarca   | 1987     | 205    | środkowy     |
| 9  | Pieter Verhees      | 1989     | 205    | środkowy     |
| 10 | Massimiliano Prandi | 1989     | 189    | libero       |
| 11 | Murphy Troy         | 1989     | 203    | atakujący    |
| 12 | Sergio Noda         | 1987     | 190    | przyjmujący  |
| 15 | Alberto Cisolla     | 1977     | 197    | przyjmujący  |
| 16 | Andreas Fragkos     | 1989     | 201    | atakujący    |
| 17 | Michel Guemart      | 1983     | 193    | rozgrywający |

| Nr | Imię i nazwisko         | Data ur. | Wzrost | Pozycja      |
| -- | ----------------------- | -------- | ------ | ------------ |
| 1  | José Rivera             | 1977     | 195    | przyjmujący  |
| 3  | Gérald Hardy-Dessources | 1983     | 197    | środkowy     |
| 4  | Carmelo Gitto           | 1987     | 200    | środkowy     |
| 5  | Daniele Sottile         | 1977     | 186    | rozgrywający |
| 7  | Jakub Jarosz            | 1987     | 197    | atakujący    |
| 8  | Daniele De Pandis       | 1984     | 184    | libero       |
| 9  | Michel Guemart          | 1983     | 193    | rozgrywający |
| 11 | Murphy Troy             | 1989     | 203    | atakujący    |
| 12 | Jordan Gałabinow        | 1990     | 202    | przyjmujący  |
| 13 | Alain Roca              | 1976     | 198    | przyjmujący  |
| 16 | Andreas Fragkos         | 1989     | 201    | atakujący    |